# Liste von deutschen Footballmannschaften (Damen)
Dies ist eine Liste von Damen-Footballmannschaften in Deutschland:

## 1. Damenbundesliga

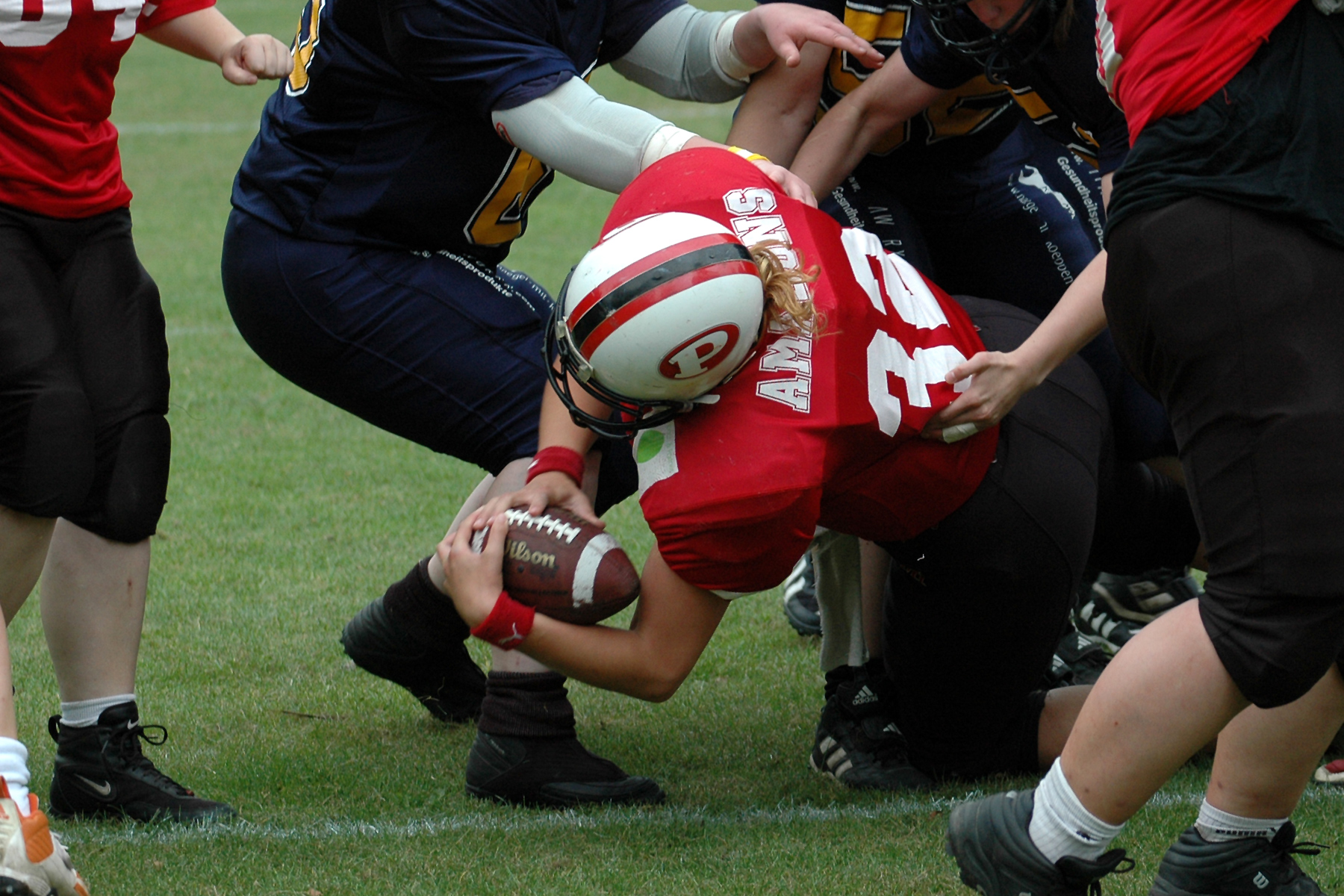
Damenfootball: Hamburg Amazons vs. Berlin Kobras Ladies 2005

### Gruppe Nord
- Berlin Kobra Ladies
- Hamburg Amazons
- Kiel Baltic Hurricanes Ladies

### Gruppe Süd
- Erlangen Rebels
- Munich Cowboys Ladies
- Stuttgart Scorpions Sisters

(Stand 2022)

## 2. Damenbundesliga

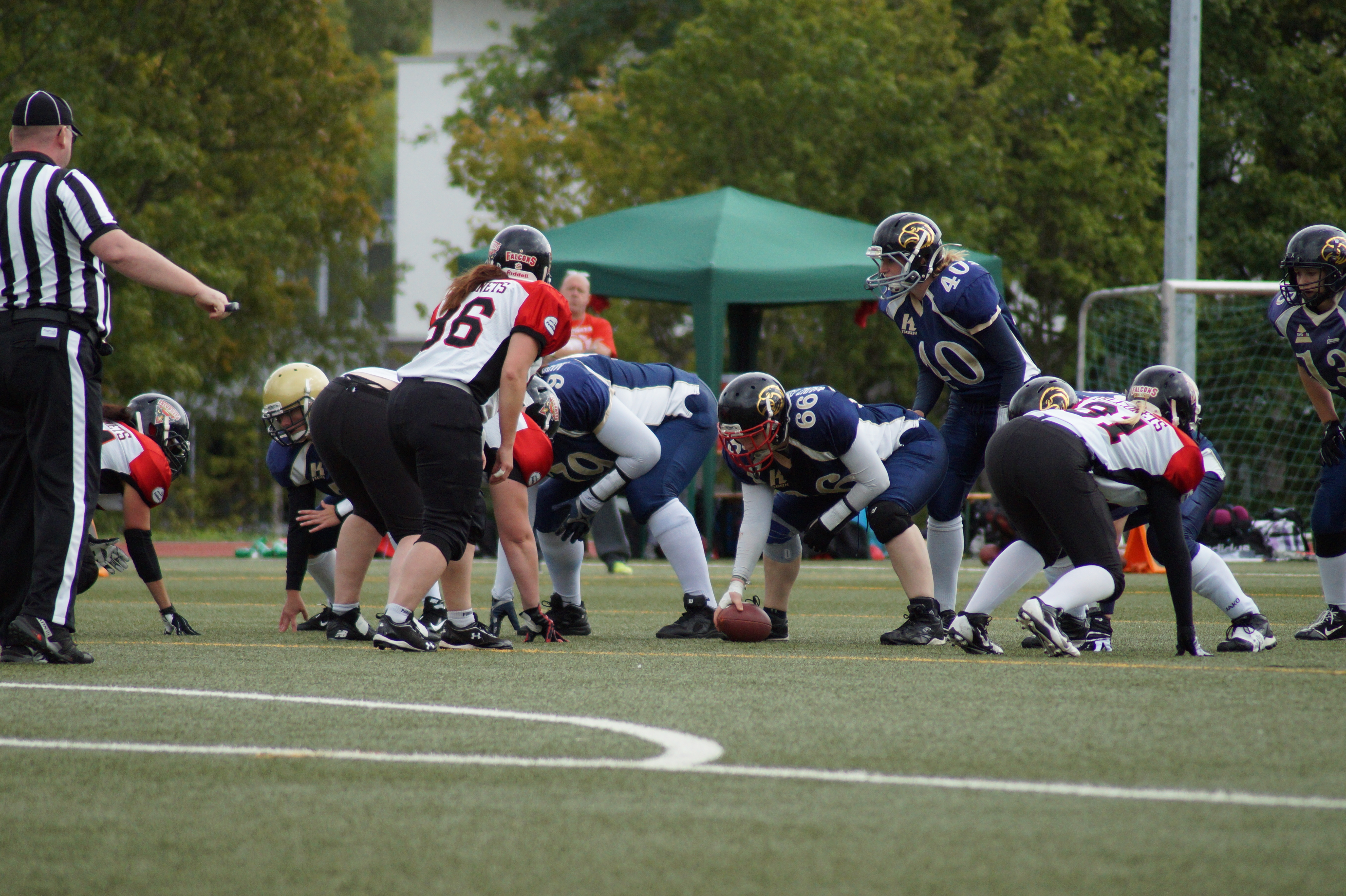
Halbfinale 2. DBL: Mainz Golden Eagles Ladies vs Cologne Falconets 6. September 2015 in Mainz

Spielmodus: 9 gegen 9

### Gruppe Nord
- Braunschweig Lady Lions
- Bremen Venom
- Hamburg Blue Devilyns
- Hannover Grizzlies
- Oldenburg Knights Valkyries

### Gruppe Süd-Ost
- Allgäu Comets Ladies
- Leipzig Hawks Ladies
- Regensburg Phoenix Ladies
- Rodgau Pioneers Ladies

### Gruppe Süd-West
- Gießen Golden Dragons Ladies
- Red Knights Tübingen Ladies
- Schwäbisch Hall Unicorns Women
- Spielgemeinschaft Mainz Golden Eagles Ladies/Trier Stampers Ladies

### Gruppe West
- Bochum Miners
- Krefeld Ravens Ladies
- Mülheim Shamrocks
- Solingen Paladins Womans
- Colonge Falcons

(Stand 2025)

## Regionalliga NRW
Spielmodus: 9 gegen 9
- Coesfeld Bulls
- Münster ASC Phoenix
- Spielgemeinschaft Bonn Gamecocks/Siegen Guardians
- Aachen Vampires

(Stand 2025)

## Im Aufbau
- Beelitz Blue Eagles Ladies
- Burghausen Crusaders Ladies (Burghausen Crusaders)
- Crailsheim Hurricanes Ladies
- Darmstadt Diamonds Ladies
- Dresden Monarchs Ladies (Dresden Monarchs)
- Erding Bulls Ladies (Erding Bulls)
- Erkner Razorbacks Ladies
- Flensburg Sealadies (Flensburg Sealords)
- Fursty Razorbacks
- Heiligenstein Lady Crusaders (Heiligenstein Crusaders)
- Herzogenaurach Rhinos Ladies
- Hildesheim Invaders Ladies (Hildesheim Invaders)
- Kassel Titans
- Limburg Valkyries
- Lübeck Lady Cougars (Lübeck Cougars)
- Lübeck Seals Waves (Lübeck Seals)
- Lüdenscheid Lightnings Ladies (Lüdenscheid Lightnings)
- Marburg Mercenaries
- Mönchengladbach Wolfpack Ladies
- Neuss Frogs
- Paderborn Dolphins Ladies (Paderborn Dolphins)
- Pforzheim Wilddogs Ladies (Pforzheim Wilddogs)
- Salzgitter Steelers
- Sinsheim Supersonics
- Wetzlar Lady Wölfe (Wetzlar Wölfe)
- Wetterau Bulls Ladies (Wetterau Bulls)